# Sineu
Sineu är en kommun i Spanien. Den ligger i den autonoma regionen Balearerna i östra delen av landet. Antalet invånare är 4 469 (2024). Sineu ligger på ön Mallorca.